# چیسترنا دی لاتینا
چیسترنا دی لاتینا (به ایتالیایی: Cisterna di Latina) یک کومونه در ایتالیا است که در استان لاتینا واقع شده‌است.

## خصوصیات
چیسترنا دی لاتینا ۱۴۴٫۱۶ کیلومترمربع مساحت و ۳۶٬۷۹۵ نفر جمعیت دارد و ۷۷ متر بالاتر از سطح دریا واقع شده‌است.

## خواهرخوانده
شهرهای فورت اسمیت (آرکانزاس) و Grombalia خواهرخوانده‌های چیسترنا دی لاتینا هستند.